# Pałac w Żelechowie

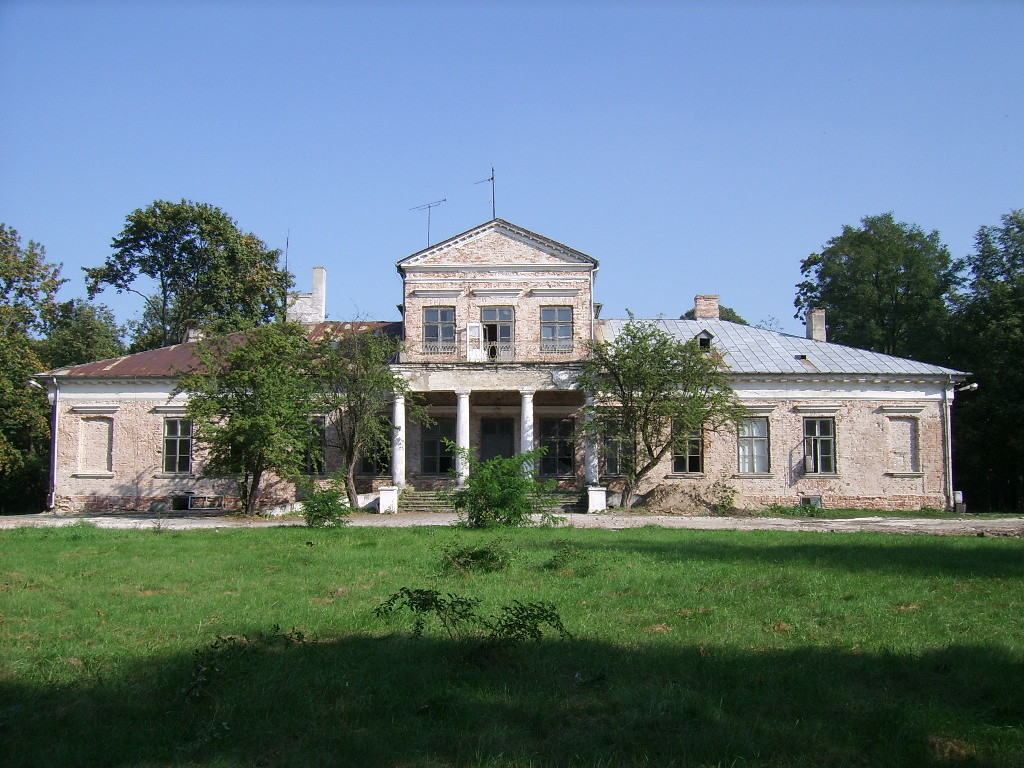
Pałac we wrześniu 2006

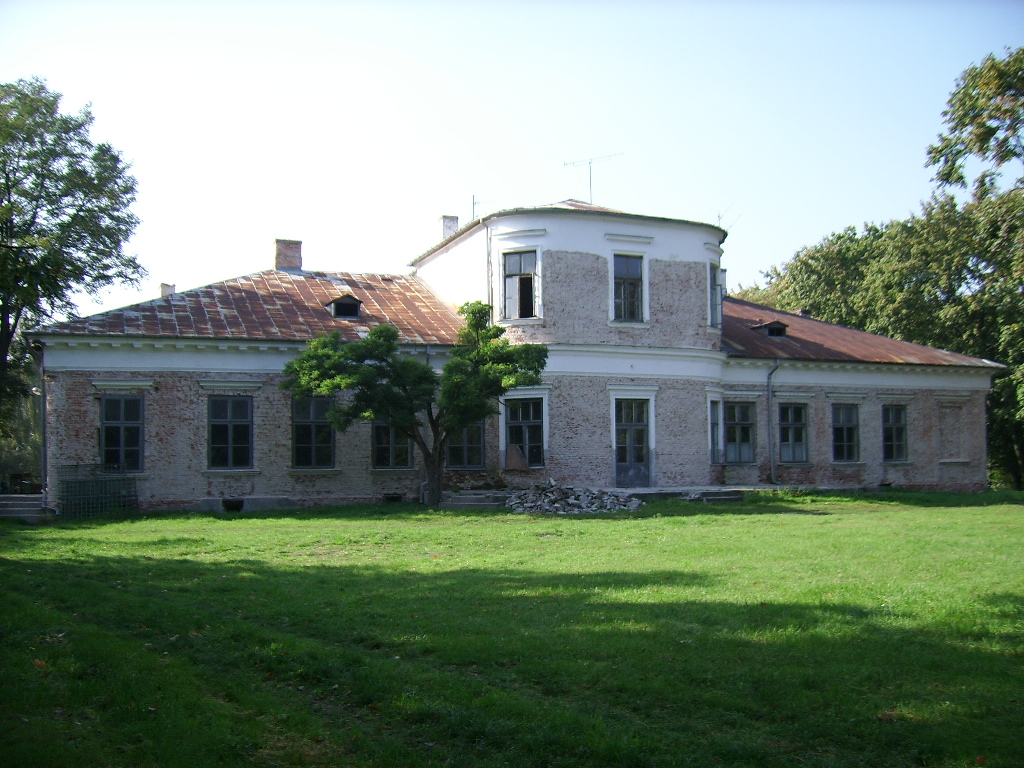
Tył pałacu we wrześniu 2006

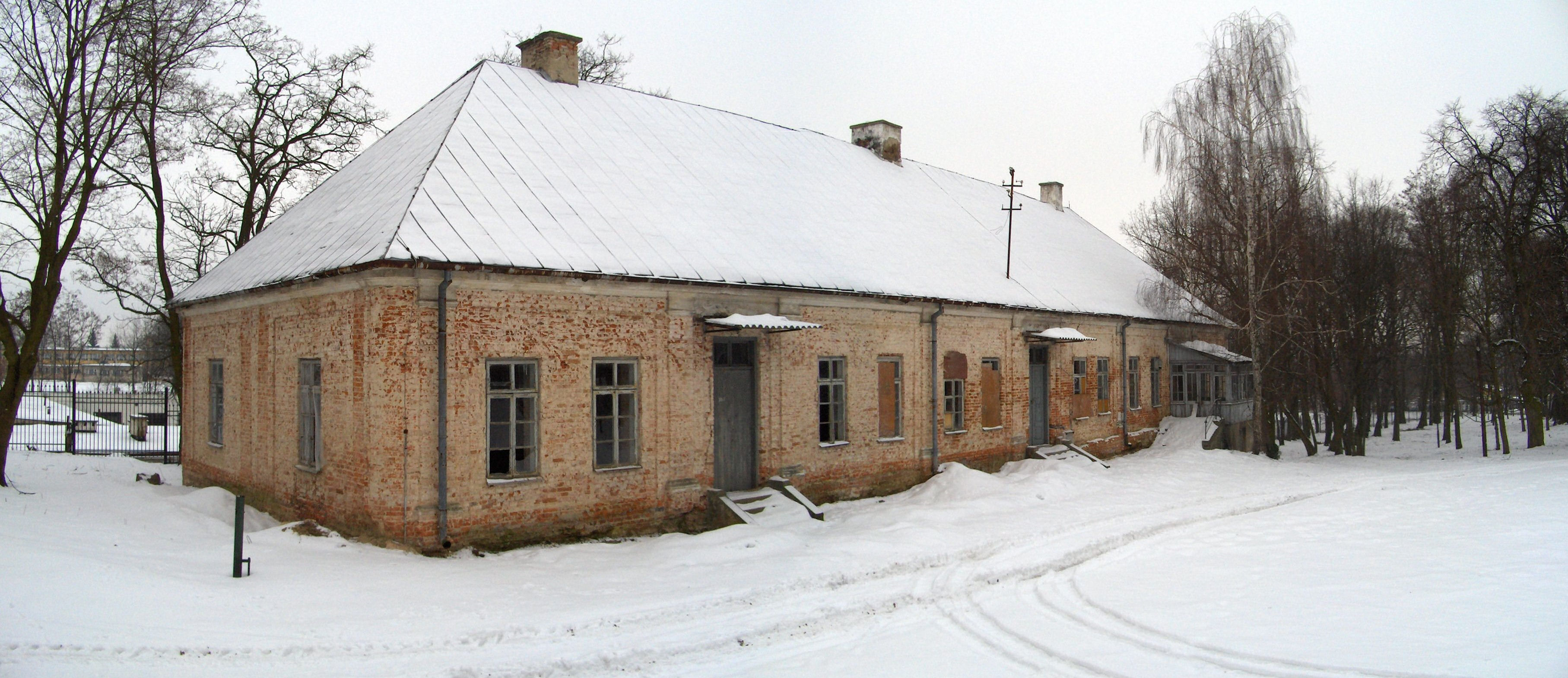
Oficyna w lutym 2007

Pałac w Żelechowie – klasycystyczny budynek w Żelechowie pochodzący z końca XVIII wieku, znajdujący się w parku krajobrazowym przy ulicy Piłsudskiego.

## Historia
Budowę pałacu rozpoczęto w 1762 roku z funduszy Jerzego Lubomirskiego. Wdowa po Lubomirskim, Joanna, dziesięć lat później zamieniła majątek żelechowski na ziemię na Podolu. Nowym właścicielem majątku został Fabian Sebastian Roman, nie doprowadził on jednak budowy do końca z powodu hulaszczego trybu życia. Dopiero kiedy Ignacy Wyssogota Zakrzewski w 1792 roku przejął majątek, w dwa lata dokończył budowę. W pierwszej ćwierci XIX wieku pałac przeszedł na krótko w ręce rodziny Danglów. Kolejnym właścicielem został Jan Ordęga, dokonał on przebudowy pałacu w 1838 roku i urządził park w stylu angielskim. Ordęgowie przyczynili się także znacznie do wyposażenia i ozdobienia budynku. Pozostawali oni właścicielami majątku aż do II wojny światowej, jednak w okresie międzywojennym w pałacu mieszkała rodzina Szustrów.
W pałacu odbyło się wesele Romualda Traugutta z Anną Pikiel.
Wojska radzieckie po wkroczeniu do Żelechowa zdemolowały i ograbiły pałac, później budynek wraz z całym majątkiem znacjonalizowano. W okresie PRL i latach 90. pałac służył jako szkoła, później internat. Odbywały się tam także zajęcia z wychowania fizycznego. W 1960 roku pałac wraz z parkiem wpisano do rejestru zabytków. Budynek przez kilka lat pozostawał opuszczony, aż w 2006 roku ponownie znalazł się w prywatnych rękach. Rozpoczęto wtedy gruntowny remont i renowację obiektu. Pałac w 2013 został otwarty jako hotel i centrum konferencyjno-wypoczynkowe Pałac Żelechów.

## Wnętrze
Główne wejście prowadzi do przedsionka, który łączy wszystkie części pałacu: m.in. znajdującą się tuż za nim klatką schodową, dalej salon i ulokowaną z tyłu lewego skrzydła salę balową. Wysokość tych pomieszczeń jest na tyle duża, że w prawym skrzydle zmieściły się dwie kondygnacje pomieszczeń mieszczących pokoje dla służby i kuchnię. Na piętrze znajdują się dwa duże pomieszczenia rozdzielone korytarzem i dwa strychy. Wydarzenia II wojny światowej przyczyniły się do ogołocenia pałacu, do tej pory pozostało tam kilka pieców kaflowych i część ornamentów wnętrz z motywami sfinksów.
W pałacu znajdowała się także tablica poświęcona pamięci Ignacego Wyssogoty Zakrzewskiego, wmurowana z okazji 700-lecia Warszawy przez Turystyczny Klub Motorowy PTTK z Warszawy. Została skradziona w 2006 roku.

## Otoczenie
Tuż obok znajduje się oficyna ustawiona równolegle do osi pałacu, wybudowana w drugiej połowie XVIII wieku i przebudowana w pierwszej połowie XIX. Zespół budynków otoczony jest przez park o powierzchni 7,8 ha, w którym znajduje się kilka pomników przyrody. Na północ od pałacu położone są dwa stawy o różnych poziomach lustra wody, na jednym z nich usypana została wysepka, która pierwotnie połączona była z resztą parku kładką. Dawniej w skład kompleksu wchodził także sad ulokowany na terenie dzisiejszego boiska, warsztatów i domów mieszkalnych. Za parkiem w głąb pól wychodziła aleja obsadzona grabami, zniszczona przez utworzenie w tym miejscu, przez wojska radzieckie, lotniska. Park otoczony był przez zabudowania folwarczne, w okresie PRL należące do Państwowego Gospodarstwa Rolnego w Żelechowie.